# Gorky (seria)
Gorky – seria gier komputerowych stworzonych przez polskie studio Metropolis Software. W latach 1999–2004 ukazały się trzy gry z serii Gorky, w 2011 roku zapowiedziana została czwarta.

## Gry serii

### Gorky 17
Gorky 17 to wydana w 1999 roku gra strategiczno-taktyczna. W USA wydana pod tytułem Odium przez Monolith Productions. W Rosji, w wyniku nieudanej próby stworzenia żołnierza doskonałego, pojawiają się mutanty. Miasto zostaje zbombardowane i całkowicie znika z powierzchni Ziemi w 2008 roku. W niecały rok później w Polsce wykryto niezidentyfikowane jednostki. Zostaje wysłana pierwsza grupa zwiadowcza, jednak dowództwo NATO traci z nią kontakt. W ślad z nimi wyrusza drugi trzyosobowy zespół, którego zadaniem będzie odnalezienie członków pierwszej ekipy i wyjaśnienie całej sprawy związanej z mutantami. Gra zebrała pozytywne oceny zarówno w zagranicznej jak i krajowej prasie, uzyskując średnią ocen 71% według agregatora GameRankings.

### Gorky Zero: Fabryka niewolników
Gorky Zero: Fabryka niewolników to wydana w 2003 roku druga gra serii, tym razem z gatunku skradanek. Jest to prequel Gorky 17. Cole Sullivan samotnie zostaje wysłany przez NATO z misją zniszczenia tajnych laboratoriów na Ukrainie, w których Iwan Trafimow zbudował tytułową fabrykę niewolników – miejsce, w którym genetycznie tworzy się bezmózgie i posłuszne zombie.

### Gorky 02
Gorky 02 to trzecia część serii wydana pod koniec 2004 roku. Poza granicami Polski gra ukazała się pod tytułem Soldier Elite. Gra ponownie utrzymana jest w konwencji skradanki. Po wydarzeniach w fabryce niewolników Cole Sullivan popada w alkoholizm. Wszystko zmienia się, gdy pewnego dnia odwiedza go dwóch agentów informujących go, że jego stary znajomy – polski genetyk Jacek Parecki – został zlokalizowany w okolicach Morza Barentsa. Poza tym w tajemniczych okolicznościach na Morzu Barentsa tonie łódź podwodna. Sullivan, będąc na kacu, wyrusza, aby ostatecznie rozprawić się ze starym przeciwnikiem.

### Gorky 21
W czerwcu 2011 roku TopWare Interactive zapowiedział czwartą część zatytułowaną Gorky 21, którą ma stworzyć studio The Farm 51. Będzie to strategiczna gra turowa z elementami gry fabularnej. W marcu 2014 roku poinformowano, że prace nad grą zostały zawieszone, lecz są szanse na ich wznowienie.